# Hijos de la arpía
«Hijos de la arpía» es el cuarto episodio de la quinta temporada de la serie de televisión de fantasía medieval Game of Thrones. El episodio fue escrito por los co-creadores de la serie, Dave Hill y fue dirigido por Mark Mylods. Fue emitido mundialmente el 3 de mayo de 2015.

## Argumento

### En Desembarco del Rey
Mace Tyrell informa al pequeño consejo que el banco de hierro en Braavos ha pedido el pago del 10% de su deuda, pero que solo ellos pueden pagar solo la mitad del precio solicitado. Cersei le dice a Mace que será enviado a Braavos junto a Ser Meryn Trant para negociar un trato. Tras esto, ella se reúne con el Gorrión Supremo y autoriza la reactivación de la Milicia de la Fe, una fuerza armada en órdenes de los dioses. Los militantes de la Fe atacan el burdel de Petyr Baelish y arrestan a Ser Loras Tyrell por su homosexualidad. Tras esto, la reina Margaery Tyrell acude al rey Tommen Baratheon para pedirle que liberen a su hermano. Tommen se dirige a su madre y le pide que lo liberen, pero ella se deslinda de ser la culpable del arresto de Loras, así mismo le informa que debería hablar con el Gorrión Supremo. El rey intenta hablar con él, pero la Milicia de la Fe le impide el paso debido a que se encuentra rezando. Tommen niega las órdenes para que la Guardia Real ataque a los militantes y se marcha del lugar. Frustrada por la inefectividad de Tommen para liberar a su hermano, Margaery se marcha para informarle a su abuela, Olenna, de la situación.

### En el Muro
Tras una jornada de entrenamiento de los hombres de la Guardia de la Noche, Jon Nieve firma varias cartas dirigidas a los Lords del norte, incluido Roose Bolton, solicitándole hombres y suministros para defender el Muro. A pesar de que Jon no desea firmar la carta para Roose, lo realiza por respeto a la neutralidad de la Guardia de la Noche. Melisandre visita a Jon a su oficina y le pide que se una a Stannis para poder reconquistar Invernalia, pero él nuevamente niega tal oferta. Entonces ella comienza a seducirlo, pero él súbitamente la aleja dejándole en claro su todavía amor por la fallecida Ygritte. Antes de marcharse de la habitación, Melisandre le dice "Tú no sabes nada, Jon Nieve", imitando a la misma Ygritte. Mientras tanto, Stannis le cuenta a su hija Shireen, quien cree que su padre se avergüenza de ella, como todos le aconsejaban dejarla en la Isla de los Hombres de Piedra debido a su enfermedad, pero él se negó buscando así todo en su poder para poder curarla.

### En Invernalia
En las criptas, Sansa Stark enciende las velas de sus familiares fallecidos. Petyr Baelish llega y le habla de su tía, Lyanna, y cómo la rebelión de Robert Baratheon comenzó cuando supuestamente Rhaegar Targaryen la secuestró. Él le informa a Sansa que se marchará a Desembarco del Rey por órdenes de Cersei y también que Stannis llegará pronto a Invernalia y se lo arrebatarán a los Bolton. Creyendo que todos sus hermanos están muertos, Petyr le asegura que Stannis la nombrará Guardiana del Norte. 

### En Dorne
Jaime Lannister y Bronn comienzan su viaje en un barco de carga, con la intención de rescatar a Myrcella. Tras los cuestionamientos de Bronn acerca de por qué personalmente Jaime va al rescate de Myrcella y no su ejército, Jaime le deja en claro el no querer comenzar una guerra. Tras llegar a la costa de Dorne son descubiertos por cuatro guardias de Dorne y se ven obligados a matarlos después de recibir la orden de quedar desarmados. Mientras, Ellaria Sand se reúne con las tres hijas bastardas mayores de Oberyn: Obara, Nymeria, y la hija de Ellaria, Tyene. Las tres se conocen colectivamente como las Serpientes de Arena, ganándose el nombre del apodo de su difunto padre, "la Víbora Roja". Tras capturar al capitán de un barco, informan de que Jaime ha llegado a Dorne con la intención de llevar de regreso a Myrcella a Desembarco del Rey. Ellaria les pide unirse para iniciar una guerra contra los Lannister.

### Al otro lado del Mar Angosto
Jorah Mormont ataca a un hombre y toma su bote, donde coloca a Tyrion. Más tarde, Jorah le informa que lo llevará ante la reina Daenerys, y no a su hermana Cersei. Así mismo, Tyrion deduce la identidad de Jorah y comienza a comprender que tal acto es para que Daenerys lo perdone, sin embargo es golpeado por Jorah, desmayándose al instante. 
En Meereen, Ser Barristan le cuenta historias de Rhaegar Targaryen a Daenerys. Tras esto se marcha para recibir a Hizdahr zo Loraq, quien nuevamente le pide la reapertura de las árenas de combate. En las calles, un grupo de los Hijos de la Arpía comienzan a atacar a civiles. Un grupo de inmaculados liderados por Gusano Gris atienden el lugar, pero son emboscados por los Hijos de la Arpía. Tras una batalla, Gusano Gris es herido antes de la llegada de Ser Barristan, quien lo socorre. A pesar de encargarse de varios miembros, Ser Barristan es apuñalado en varias ocasiones. Gusano Gris trata de ir en su ayuda pero queda tendido al suelo junto a él.

## Reparto

### Personajes principales
- Peter Dinklage como Tyrion Lannister
- Nikolaj Coster-Waldau como Jaime Lannister
- Lena Headey como Cersei Lannister
- Emilia Clarke como Daenerys Targaryen
- Kit Harington como Jon Snow
- Aidan Gillen como Petyr "meñique" Baelish
- Natalie Dormer como Margaery Tyrell
- Stephen Dillane como Stannis Baratheon
- Carice van Houten como Melisandre
- Indira Varma como Ellaria Sand
- John Bradley-West como Samwell Tarly
- Sophie Turner como Sansa Stark
- Jerome Flynn como Bronn
- Michiel Huisman como Daario Naharis
- Dean-Charles Chapman como Tommen Baratheon
- Iain Glen como Jorah Mormont

### Personajes secundarios
- Jonathan Pryce como el Gorrión Supremo
- Ian McElhinney como Barristan Selmy
- Julian Glover como Grand Maester Pycelle
- Anton Lesser como Qyburn
- Tara Fitzgerald como Selyse Baratheon
- Roger Ashton-Griffiths como Mace Tyrell
- Jacob Anderson como gusano gris
- Ian Beattie como Meryn Trant
- Joel Fry como Hizdahr zo Loraq
- Eugene Simon como Lancel Lannister
- Ben Crompton como Edd Tollett
- Keisha Castle-Hughes como Obara Sand
- Rosabell Laurenti Sellers como Tyene Sand
- Jessica Henwick como Nymeria Sand
- Kerry Ingram como Shireen Baratheon
- Brenock O'Connor as Olly
- Finn Jones como Loras Tyrell
- Will Tudor como Olyvar
- Josephine Gillan como Marei

## Producción

### Guion
Este es el primer episodio escrito por David Hill, quien previamente había trabajado con los co-creadores de la serie David Benioff y D. B. Weiss como showrunner. El episodio cuenta con contenido de dos novelas de George R. R. Martin; de Festín de cuervos tomaron Cersei IV y Cersei VI, mientras que de Danza de dragones tomaron Tyrion VII, Jon II, elementos de Danaerys II y el epílogo.

### Casting
El episodio introduce a tres nuevos personajes del reparto: Keisha Castle-Hughes, Jessica Henwick y Rosabell Laurenti Sellers, quienes interpretan a Obara, Nymeria y Tyene Sand respectivamente, las Serpientes de Arena.

## Recepción

### Audiencia
El episodio fue visto por 6.82 millones de espectadores en Estados Unidos.

### Crítica
Rotten Tomatoes tuvo un 100% de respuestas positivas en 30 revisiones, con un promedio de 8.1/10, declarando "un episodio que se beneficia de la intrincada conspiración de los tres anteriores", Hijos de la Arpía "equilibra la acción sangrienta con un juego de personajes iluminador".
David Crow, de Den of Geek, calificó este episodio como el más débil de la temporada hasta ahora, pero aún es razonablemente sólido. Eric Kain, de Forbes, escribió: "En resumen, un excelente episodio lleno de revelaciones y sorpresas, una gran acción y un drama fantástico. Estoy emocionado de ver que la historia de fondo empiece a surgir en serio, algo en lo que me he estado preguntando durante años".